# 倉橋友和
倉橋 友和（くらはし ともかず、1979年6月26日 - ）は、元メ〜テレアナウンサー、報道記者。
東京都葛飾区出身。東邦大学付属東邦中学校・高等学校、早稲田大学社会科学部卒業。

## 来歴・人物
2002年入社。入社2年目で『メ〜テレワイドスーパーJチャンネル』のメインキャスターに抜擢。中部国際空港の開港や愛・地球博の開幕の中継などを担当する。
その後、『どですか!』の芸能コーナーにて、梨元勝らとともにスタジオ進行を担当。2008年2月11日放送の『どですか!』終了間際で、自らの結婚を発表。2011年2月に父親（第一子誕生）となる。
テレビ朝日系列に在席するアナウンサーが対象となる「ANNアナウンサー賞」を2度にわたり受賞（2006年「にっぽんど真ん中祭り」リポートで優秀賞、2008年「高校野球東愛知大会決勝」実況で奨励賞）。
夕方放送の『アップ!』でフィールドキャスターとして、東海3県の報道現場からのリポート・中継を担当後、2020年4月19日より新型コロナウイルス感染症の流行により緊急事態宣言が発令されて以降キャスター2班制に伴いメインキャスターを担当。同10月5日からは報道記者兼任となった。
2021年3月26日 『アップ!』を卒業。2021年7月、アナウンス部より異動し報道記者専任となり県警・司法、経済、県政の各記者クラブを担当。2024年10月27日投開票の「第50回衆議院議員選挙」特番の際には記者解説を担当した。
アナウンサー時代に足を運んだ主な報道現場としては「白装束集団追跡」「大曽根ビル立てこもり爆発事件」「中部空港開港」「愛知万博開幕」「御嶽山噴火」「熊本地震」「首里城火災」。報道記者に転身して以降は「知床観光船沈没事故」「能登半島地震」「福島第一原発」「南海トラフ地震臨時情報」など、東海地方のみならず全国のニュースの現場でも取材・リポートなどを担当した。
2025年5月25日、アナウンサー時代から同僚だった井上裕衣（報道記者）が倉橋の退社をInstagramで明らかにした。。

## 過去の担当番組
- TRYあんぐる（中継・リポーター、- 2003年3月）
- メ〜テレワイドスーパーJチャンネル（メインキャスター、2003年3月31日 - 9月26日、2003年9月28日 - 2005年4月1日）
- どですか!（芸能担当、スポーツ担当、 - 2008年3月）
- WAYAYA丼・WAYAYAあはっ!（ナレーション、2004年4月 - 2007年3月、2007年4月 - 2009年3月）
- Spoken!（ナレーション）
- 速報!甲子園への道
- 小学生クラス対抗30人31脚（実況）
- 昼まで待てない!（ナレーション、2011年4月2日 - 2016年3月26日）
- ドデスカ!（土曜・メインキャスター、2012年4月 - 2016年3月）
- デルサタ（2016年4月9日 - 2018年9月29日）
- デルサタ11（2018年4月7日 - 9月29日）
- アップ!（サブキャスター、2011年10月 - 2020年4月12日→メインキャスター、2020年4月19日 - 2021年3月26日）
- ドデスカ!+（中継・リポーター、2023年10月11日 -）
- スポーツ中継（高校野球愛知大会、全日本大学駅伝、フィギュアスケート、新日本プロレス、極真空手など）
- サクセス（ナレーション、2005年4月 - ）
- 各種選挙特番でのキャスター・リポーター・解説